# Indice de Mohlman
L'indice de Mohlman (IM) est l’indice de l'aptitude à la décantation des boues. Cet indice définit (en millilitre) le volume de boue activée décanté en 1/2 heure par rapport à la masse de résidu sec de cette boue (en gramme de matières). Il est également appelé indice de volume d’une boue (IVB) ou SVI de l'anglais sludge volume index. Il a été introduit par Mohlman in 1934.

## Détermination
L'essai est exécuté dans une éprouvette de 1 litre que l'on remplit d'une liqueur mixte prélevée dans le bassin de traitement biologique, puis on note le volume de boue après 30 minutes.
{\displaystyle IM=V/P}
- V : volume occupé par la boue (ml)
- P : poids sec (g)

La détermination de l'IVB peut avoir lieu en suivant la norme européenne EN 14702-1.

## Interprétation des résultats
- Si IM inférieur à 100 ml·g-1 : conditions idéales. Les boues sédimentent facilement
- Si IM est compris entre 100 ml·g-1 et 150 ml·g-1 : bonne décantabilité
- Si IM supérieure à 150 ml·g-1 : Difficultés possibles de décantation liées le plus souvent à la prolifération de bactéries filamenteuses[2]. C'est le phénomène de foisonnement (bulking)

- phénomène de foisonnement (bulking) Domaine des eaux usées

Les procédés d'épuration biologique à culture libre (boues activées) comprennent habituellement un décanteur qui permet de concentrer les solides biologiques en vue de leur recirculation en tête du réacteur biologique. Lorsque ce décanteur fonctionne mal on observe une perte de solides biologiques (SB), ce qui se traduit par une augmentation de la concentration des matières en suspension (MES) dans l'effluent du décanteur secondaire et par une baisse des performances du procédé d'épuration. Lorsque la concentration de MES dans l'effluent du décanteur secondaire est trop élevée on mesure l'indice de volume des boues. 

## Décantabilité
La décantabilité d'une boue est calculée à partir de la méthode de Kynch. Dans une éprouvette de 10 litres, on mesure l'évolution de la hauteur du front de décantation en fonction du temps et calcule la vitesse terminale de chute libre, les indices n et k des modèles puissance et exponentiel, ainsi que l'indice de Mohlmann.
Un IVB faible indique que les solides biologiques ont de bonnes caractéristiques de décantation de sorte que la cause de la mauvaise efficacité du décanteur est d'ordre physique et peut être identifiée facilement.
Lorsque l'IVB est élevé, la mauvaise décantation est alors causée par un désordre de l'écosystème qui se traduit le plus souvent par une croissance excessive d'organismes filamenteux. 
Les causes et les solutions d'un tel problème sont alors difficiles à identifier. Les problèmes dus à une mauvaise décantation des boues imputable à un déséquilibre d'ordre biologique entraînent, à la limite, une baisse de la qualité de l'effluent des stations d'épuration. Or, les causes de tels problèmes sont variées.
Pour déterminer la ou les véritables causes d'une mauvaise décantation, il faut d'abord posséder une bonne connaissance de la microbiologie des boues activées et savoir caractériser adéquatement le fonctionnement du bioréacteur. Après quoi, à l'aide du cheminement critique proposé dans le présent article, on peut isoler la ou les causes de la mauvaise décantation et proposer une ou plusieurs solutions appropriées.